# 思いがけないSITUATION
「思いがけないSITUATION」（おもいがけないシチュエイション）は、1987年3月21日に発売された崎谷健次郎のデビューシングル。

## 解説
プロデュースは、秋元康、崎谷健次郎。
レコードジャケットは、崎谷の左横顔と謎の黒い指が写っている。

### 思いがけないSITUATION
映画『いとしのエリー』（監督：佐藤雅道、東宝、1987年）の主題歌。
同映画の音楽も崎谷が担当。
Moonスタジオ、SEDICスタジオにて収録。
1st.アルバム『DIFFERENCE』に収録。
1st.ベストアルバム『SAKIYA REMIXED WORKS vol.1 夏』にはremixバージョンで収録。
2nd.ベストアルバム『KENJIRO SAKIYA COMPLETE BEST Love Ballads』にはシングルバージョンで収録。
4th.ベストアルバム『崎谷健次郎 GOLDEN☆BEST』にはシングルバージョンで収録。
5th.ベストアルバム『プラチナムベスト 崎谷健次郎〜Mellow Groove Collection〜』には、シングルバージョンで収録。
PVは、外国人男女が出演する予定が黒人男性2人になり、クレイジーなストーリー。監督は堤幸彦。
同年、香港の歌手・陳百強が「求求你」と題し、同曲をカヴァー。アルバム『夢裡人』収録。

### KISSの花束
映画『いとしのエリー』（東宝、1987年）のエンディングテーマ。
Two-Two-One.スタジオにて収録。
当初のデビュー候補曲。稲垣潤一、彩恵津子への提供曲でもあるが、それぞれ、詞・編曲は異なる。
崎谷が21歳時に作曲した、彼の中で最も古い作品（発表時、24歳）。
1st.アルバム『DIFFERENCE』に収録。
1st.ベストアルバム『SAKIYA REMIXED WORKS vol.1 夏』には、remixバージョンが収録。
2nd.ベストアルバム『KENJIRO SAKIYA COMPLETE BEST Love Ballads』には、シングルバージョンが収録。
3rd.ベストアルバム『崎谷健次郎 BEST COLLECTION』には、シングルバージョンが収録。
3rd.インストゥルメンタルアルバム『SAKIYA PLAYS HIS SONGS / piano instrumental "PIANISM"』にはピアノ・インストゥルメンタルバージョンが収録。

## 収録曲
1. 思いがけないSITUATION
作詞：秋元康　作曲・編曲：崎谷健次郎
2. KISSの花束
作詞：湯川れい子　日本語詞：秋元康　作曲：崎谷健次郎　編曲：崎谷健次郎 / 武部聡志